# Jorge Sánchez Ramos
Jorge Eduardo Sánchez Ramos (Torreón, Coahuila, México; 10 de diciembre de 1997) es un futbolista mexicano que juega en la posición de lateral derecho en el Cruz Azul de la Primera División de México.

## Trayectoria

### Inicios y Club Santos Laguna
Sánchez comenzó jugando con el equipo sub-15 del Club Santos Laguna en 2012. En 2014 empezó a jugar con la categoría sub-17 donde estuvo durante tres torneos y consiguió el subcampeonato del Apertura 2014. En febrero de 2015 fue convocado para participar en la Viareggio Cup, en donde jugó dos de los tres partidos que disputó su equipo y en abril se coronó campeón de la Dallas Cup en la categoría super sub-17 al derrotar a Monterrey en la final por marcador de 1-0. A partir de junio de 2015 empezó a jugar con la escuadra sub-20 con quienes logró el campeonato de la categoría al derrotar en penales al Club Tijuana.
Participó por primera vez con el primer equipo en un partido amistoso ante Fútbol Club Juárez que terminó en victoria para los juarenses. Ante la baja de José Abella, quien fue convocado a los Juegos Olímpicos, tomó la titularidad de la lateral derecha durante la Copa Socio MX 2016, pero sufrió una lesión lo cual evitó que estuviera listo para el inicio del Torneo Apertura 2016. Un mes después, el 24 de agosto de 2016, debutó en un partido de la Copa México ante Juárez el cual terminó empatado a tres goles, mientras que el 18 de septiembre logró su debut en la primera división en la victoria de su equipo ante Pumas.

### Club América
El 6 de junio de 2018, se oficializa su traspaso al Club América, convirtiéndose en el segundo refuerzo de cara al Apertura 2018.[actualizar]

### Porto
El 29 de agosto, Jorge Sánchez fue presentado como nuevo jugador del Porto en Portugal, después de una temporada en la que no logró destacar en el fútbol neerlandés con el Ajax. Llegó en calidad de préstamo por un año, con una cláusula de compra de 4 millones de euros que se activaría si disputaba 20 partidos.

## Selección nacional

### Categorías inferiores
Fue convocado por primera vez a una selección menor para una concentración de la categoría sub-18 en septiembre de 2015. Unas semanas después, en noviembre, fue convocado nuevamente a otra concentración. En 2016 recibió sus primeros llamados con la categoría sub-20. A inicios de 2018 tuvo su primer llamado a la categoría Sub-21 para una concentración.

### Selección absoluta
Tras tener buenas actuaciones con el América, fue convocado por primera vez por Gerardo Martino, para los amistosos contra Chile y Paraguay. Debuta el 26 de marzo de 2019, ante la selección de paraguay. El 14 de mayo de 2019, fue convocado a la lista pre-liminar de 29 jugadores para la Copa Oro 2019. El 5 de junio de 2019, quedó en la lista final de 23 jugadores que representarán a México en la Copa Oro 2019. El 13 de junio de 2019, fue baja de la Selección Mexicana por lesión.

### Participaciones en fases finales
| Torneo                         | Categoría | Sede     | Resultado     | Partidos | Goles |
| ------------------------------ | --------- | -------- | ------------- | -------- | ----- |
| Liga de Naciones de 2019-20    | Absoluta  | Concacaf | Subcampeón    | 2        | 0     |
| Juegos Olímpicos de 2020       | Sub-23    | Tokio    | Tercer puesto | 5        | 0     |
| Copa Mundial de Fútbol de 2022 | Absoluta  | Catar    | Primera Fase  | 2        | 0     |

## Estadísticas

### Clubes
Actualizado al último partido jugado el 16 de agosto de 2025.
| Club                             | Div.          | Temporada     | Liga  | Liga  | Liga   | Copas nacionales | Copas nacionales | Copas nacionales | Copas internacionales | Copas internacionales | Copas internacionales | Total | Total | Total  |
| Club                             | Div.          | Temporada     | Part. | Goles | Asist. | Part.            | Goles            | Asist.           | Part.                 | Goles                 | Asist.                | Part. | Goles | Asist. |
| -------------------------------- | ------------- | ------------- | ----- | ----- | ------ | ---------------- | ---------------- | ---------------- | --------------------- | --------------------- | --------------------- | ----- | ----- | ------ |
| Santos Laguna · México           | 1.ª           | 2016-17       | 22    | 0     | 1      | 3                | 0                | 0                | —                     | —                     | —                     | 25    | 0     | 1      |
| Santos Laguna · México           | 1.ª           | 2017-18       | 10    | 0     | 1      | 5                | 0                | 0                | —                     | —                     | —                     | 15    | 0     | 1      |
| Santos Laguna · México           | Total club    | Total club    | 32    | 0     | 2      | 8                | 0                | 0                | 0                     | 0                     | 0                     | 40    | 0     | 2      |
| Club América · México            | 1.ª           | 2018-19       | 34    | 1     | 3      | 9                | 0                | 0                | —                     | —                     | —                     | 43    | 1     | 3      |
| Club América · México            | 1.ª           | 2019-20       | 23    | 0     | 1      | 1                | 0                | 0                | 3                     | 0                     | 0                     | 27    | 0     | 1      |
| Club América · México            | 1.ª           | 2020-21       | 33    | 1     | 2      | —                | —                | —                | 6                     | 0                     | 1                     | 39    | 1     | 3      |
| Club América · México            | 1.ª           | 2021-22       | 32    | 0     | 1      | —                | —                | —                | 3                     | 0                     | 0                     | 35    | 0     | 1      |
| Club América · México            | 1.ª           | 2022-23       | 3     | 0     | 0      | —                | —                | —                | —                     | —                     | —                     | 3     | 0     | 0      |
| Club América · México            | Total club    | Total club    | 125   | 2     | 7      | 10               | 0                | 0                | 12                    | 0                     | 1                     | 147   | 2     | 8      |
| Ajax de Ámsterdam · Países Bajos | 1.ª           | 2022-23       | 17    | 2     | 3      | 4                | 1                | 0                | 5                     | 0                     | 0                     | 26    | 3     | 3      |
| Ajax de Ámsterdam · Países Bajos | Total club    | Total club    | 17    | 2     | 3      | 4                | 1                | 0                | 5                     | 0                     | 0                     | 26    | 3     | 3      |
| F. C. Porto Portugal             | 1.ª           | 2023-24       | 11    | 0     | 2      | 2                | 0                | 0                | 6                     | 0                     | 0                     | 19    | 0     | 2      |
| F. C. Porto Portugal             | Total club    | Total club    | 11    | 0     | 2      | 2                | 0                | 0                | 6                     | 0                     | 0                     | 19    | 0     | 2      |
| Cruz Azul · México               | 1.ª           | 2024-25       | 35    | 1     | 3      | -                | -                | -                | 11                    | 1                     | 1                     | 46    | 2     | 4      |
| Cruz Azul · México               | 1.ª           | 2025-26       | 3     | 0     | 0      | 0                | 0                | 0                | 1                     | 0                     | 0                     | 4     | 0     | 0      |
| Cruz Azul · México               | Total Club    | Total Club    | 38    | 1     | 3      | -                | -                | -                | 12                    | 1                     | 1                     | 50    | 2     | 4      |
| Total carrera                    | Total carrera | Total carrera | 223   | 5     | 18     | 23               | 1                | 0                | 36                    | 1                     | 2                     | 282   | 7     | 20     |

### Selección de México
Actualizado al último partido jugado el 16 de noviembre de 2021.
| Sub-23 · México   |       |   |   |   |   |   |    |    |    |    |   |
| 2021              | —     | — | — | — | 5 | 0 | —  | —  | 5  | 0  |   |
| Total             | 0     | 0 | 0 | 0 | 5 | 0 | 0  | 0  | 5  | 0  |   |
| Absoluta · México |       |   |   |   |   |   |    |    |    |    |   |
| 2019              | —     | — | 2 | 0 | — | — | 4  | 0  | 6  | 0  |   |
| 2020              | —     | — | — | — | — | — | 4  | 0  | 4  | 0  |   |
| 2021              | 4     | 1 | — | — | — | — | 5  | 0  | 9  | 1  |   |
| Total             | 4     | 1 | 2 | 0 | 0 | 0 | 13 | 0  | 19 | 1  |   |
| Total             | Total | 4 | 1 | 2 | 0 | 5 | 0  | 13 | 0  | 24 | 1 |
| 1. 2.             |       |   |   |   |   |   |    |    |    |    |   |

#### Partidos internacionales
| Detalle de partidos internacionales | Detalle de partidos internacionales | Detalle de partidos internacionales         | Detalle de partidos internacionales | Detalle de partidos internacionales | Detalle de partidos internacionales | Detalle de partidos internacionales | Detalle de partidos internacionales        |
| N.º                                 | Fecha                               | Estadio                                     | Rival                               | Resultado                           | Goles                               | Asist.                              | Competición                                |
| Selección Sub-23                    | Selección Sub-23                    | Selección Sub-23                            | Selección Sub-23                    | Selección Sub-23                    | Selección Sub-23                    | Selección Sub-23                    | Selección Sub-23                           |
| ----------------------------------- | ----------------------------------- | ------------------------------------------- | ----------------------------------- | ----------------------------------- | ----------------------------------- | ----------------------------------- | ------------------------------------------ |
| —                                   | 15 de julio de 2021                 | Municipal de Hiroshima, Hiroshima, Japón    | Fukuyama City                       | 1-4                                 |                                     |                                     | Amistoso                                   |
| 1.                                  | 22 de julio de 2021                 | Ajinomoto, Chofu, Japón                     | Francia                             | 4-1                                 |                                     |                                     | Juegos Olímpicos de 2020                   |
| 2.                                  | 25 de julio de 2021                 | Saitama 2002, Saitama, Japón                | Japón                               | 2-1                                 |                                     |                                     | Juegos Olímpicos de 2020                   |
| 3.                                  | 28 de julio de 2021                 | Domo de Sapporo, Sapporo, Japón             | Sudáfrica                           | 0-3                                 |                                     |                                     | Juegos Olímpicos de 2020                   |
| 4.                                  | 31 de julio de 2021                 | Nissan, Yokohama, Japón                     | Corea del Sur                       | 3-6                                 |                                     |                                     | Juegos Olímpicos de 2020                   |
| 5.                                  | 6 de agosto de 2021                 | Saitama 2002, Saitama, Japón                | Japón                               | 3-1                                 |                                     |                                     | Juegos Olímpicos de 2020                   |
| Selección absoluta                  |                                     |                                             |                                     |                                     |                                     |                                     |                                            |
| 1.                                  | 26 de marzo de 2019                 | Levi´s, Santa Clara, EEUU                   | Paraguay                            | 4-2                                 |                                     |                                     | Amistoso                                   |
| 2.                                  | 5 de junio de 2019                  | Mercedes-Benz, Atlanta, EEUU                | Venezuela                           | 3-1                                 |                                     |                                     | Amistoso                                   |
| 3.                                  | 9 de junio de 2019                  | AT&T Stadium, Arlington, EEUU               | Ecuador                             | 3-2                                 |                                     |                                     | Amistoso                                   |
| 4.                                  | 6 de septiembre de 2019             | MetLife, East Rutherford, EEUU              | Estados Unidos                      | 0-3                                 |                                     |                                     | Amistoso                                   |
| 5.                                  | 11 de octubre de 2019               | Nacional, Hamilton, Bermudas                | Bermudas                            | 1-5                                 |                                     |                                     | Liga de Naciones de 2019-20                |
| 6.                                  | 19 de noviembre de 2019             | Nemesio Díez, Toluca, México                | Bermudas                            | 2-1                                 |                                     |                                     | Liga de Naciones de 2019-20                |
| 7.                                  | 30 de septiembre de 2020            | Azteca, Ciudad de México, México            | Guatemala                           | 3-0                                 |                                     |                                     | Amistoso                                   |
| 8.                                  | 13 de octubre de 2020               | Cars Jeans, La Haya, Países Bajos           | Argelia                             | 2-2                                 |                                     |                                     | Amistoso                                   |
| 9.                                  | 14 de noviembre de 2020             | Wiener Neustadter, Wiener Neustadt, Austria | Corea del Sur                       | 2-3                                 |                                     |                                     | Amistoso                                   |
| 10.                                 | 17 de noviembre de 2020             | Merkur Arena, Graz, Austria                 | Japón                               | 0-2                                 |                                     |                                     | Amistoso                                   |
| 11.                                 | 27 de marzo de 2021                 | Cardiff City Stadium, Cardiff, Gales        | Gales                               | 1-0                                 |                                     |                                     | Amistoso                                   |
| 12.                                 | 30 de marzo de 2021                 | Wiener Neustadter, Wiener Neustadt, Austria | Costa Rica                          | 0-1                                 |                                     |                                     | Amistoso                                   |
| 13.                                 | 29 de mayo de 2021                  | AT&T Stadium, Arlington, EEUU               | Islandia                            | 2-1                                 |                                     |                                     | Amistoso                                   |
| 14.                                 | 12 de junio de 2021                 | Mercedes-Benz, Atlanta, EEUU                | Honduras                            | 0-0                                 |                                     |                                     | Amistoso                                   |
| 15.                                 | 30 de junio de 2021                 | Nissan Stadium, Nashville, EEUU             | Panamá                              | 3-0                                 |                                     |                                     | Amistoso                                   |
| 16.                                 | 2 de septiembre de 2021             | Azteca, Ciudad de México, México            | Jamaica                             | 2-1                                 |                                     |                                     | Clasificación para la Copa Mundial de 2022 |
| 17.                                 | 8 de septiembre de 2021             | Rommel Fernández, Ciudad de Panamá, Panamá  | Panamá                              | 1-1                                 |                                     |                                     | Clasificación para la Copa Mundial de 2022 |
| 18.                                 | 7 de octubre de 2021                | Azteca, Ciudad de México, México            | Canadá                              | 1-1                                 | Anotado                             |                                     | Clasificación para la Copa Mundial de 2022 |
| 19.                                 | 16 de noviembre de 2021             | Commonwealth Stadium, Edmonton, Canadá      | Canadá                              | 2-1                                 |                                     |                                     | Clasificación para la Copa Mundial de 2022 |

### Resumen estadístico
|                            | Partidos | Goles |
| -------------------------- | -------- | ----- |
| Liga                       | 133      | 2     |
| Copas nacionales           | 18       | 0     |
| Copas internacionales      | 12       | 0     |
| Selección de México Sub-18 | 3        | 0     |
| Selección de México Sub-21 | 6        | 0     |
| Selección de México Sub-23 | 5        | 0     |
| Selección de México        | 19       | 1     |
| Total                      | 196      | 3     |

## Palmarés

### Títulos nacionales
| Título               | Club             | País   | Año  |
| -------------------- | ---------------- | ------ | ---- |
| Primera División     | C. Santos Laguna | México | 2018 |
| Primera División     | C. América       | México | 2018 |
| Copa México          | C. América       | México | 2019 |
| Campeón de Campeones | C. América       | México | 2019 |

### Títulos internacionales
| Título                           | Club (*)      | Sede                   | Año  |
| -------------------------------- | ------------- | ---------------------- | ---- |
| Juegos Olímpicos                 | México Sub-23 | Japón                  | 2021 |
| Copa de Oro de la Concacaf       | México        | Estados Unidos- Canadá | 2023 |
| Liga de Naciones de la Concacaf  | México        | Concacaf               | 2025 |
| Copa de Campeones de la Concacaf | Cruz Azul     | Ciudad de México       | 2025 |
| Copa Oro de la Concacaf          | México        | Estados Unidos- Canadá | 2025 |

(*) Incluyendo la Selección